# Ooh oh heejoo
Ooh oh heejoo (De club van Sinterklaas) is een single uit 2009 van Coole Piet Diego, een personage uit de RTL 4-serie De Club van Sinterklaas, vertolkt door Harold Verwoert.
In het liedje dat tevens de beginmelodie is van het huidige tiende en tevens laatste televisieseizoen van De Club van Sinterklaas, wordt de verhaallijn van de bijbehorende televisiereeks vertelt. Terwijl de televisieserie zoals elk jaar een gedetailleerd verhaal betreft, wordt dit jaar in de titelsong kort maar krachtig de motivatie van de boeven beschreven: de één die wilde een paleis, de ander door geld van de wijs. 
Dit jaar kent de titelsong een vrolijker karakter dan gewoonlijk, terwijl de tekst een weer even duistere verhaallijn beschrijft. De muziek doet denken aan El Mundo Bailando van Belle Pérez. Deze vooralsnog laatste titelsong van De Club van Sinterklaas kent voor het eerst geen brug, wat het liedje een nog vrolijker karakter geeft. De herkenbare achtergrondzangeres (koorpiet) wordt dit jaar ook op de voorgrond ingezet, waardoor het liedje misschien zelfs als een duet overkomt.
De videoclip kent dit jaar een nog professionelere indruk dan gewoonlijk. Alle herkenbare onderdelen zijn weer present: de pietendanseressen, de stoere hiphop-handbewegingen van Coole Piet en een combinatie van montage en filmstijlen die de videoclip weer tot een feest der herkenning maken. De plot betreft Coole Piet die in het kasteel op de grond zit en omringd wordt door de Pieten die normaal gesproken om hem heen dansen. Hij vertelt hen zingend het verhaal van de broers die dit jaar het feest van Sinterklaas willen dwarsbomen. Tijdens het refrein lijkt Coole Piet in een soort van kerk te dansen en te zingen met de danspieten nu wel dansend om hem heen. Omdat de camera het refrein inluidt door de kerk in te vliegen wordt het gezegde "voor het zingen de kerk uit" op zijn kop gezet. Qua succes is driemaal scheepsrecht: het liedje komt binnen op nummer 78 in de Single Top 100 op 28 november om te verzakken op exact 5 december naar 79. Opnames voor de videoclip vonden plaats in Kasteel Heeswijk.

## Nummers
1. "Ooh oh heejoo" (De club van Sinterklaas)*
2. "Ooh oh heejoo" (De club van Sinterklaas) - Karaoke versie*

*de cd-single was in 2009 beperkt verkrijgbaar. Medio 2013 was deze echter weer opnieuw (beperkt) verkrijgbaar.